# Norwegischer Fußballpokal der Männer 1969
Der norwegische Fußballpokal 1969 (kurz auch NM-Cup 1969 genannt) war die 64. Austragung des Fußballpokalwettbewerbs der Männer. Der Pokalsieger musste nach einem 2:2 nach Verlängerung zwischen Strømsgodset IF und Fredrikstad FK ermittelt werden. Strømsgodset gewann die Wiederholung mit 5:3. Durch den Sieg qualifizierte sich Strømsgodset für den Europapokal der Pokalsieger 1970/71.

## 1. Runde
| Datum      |                      | Ergebnis  |                     |
| ---------- | -------------------- | --------- | ------------------- |
| 04.06.1969 | Aurskog IL           | 2:0       | Askim FK            |
|            | Bjørkelangen SF      | 1:1 n. V. | Strømmen IF         |
|            | Brumunddal IL        | 0:2       | Lillehammer FK      |
|            | Clausenengen FK      | 4:2       | FK Kvik Trondheim   |
|            | SK Djerv             | 0:1       | IL Bjarg            |
|            | FK Donn              | 0:1       | Flekkefjord FK      |
|            | SBK Drafn            | 7:0       | Kongsberg IF        |
|            | Egersunds IK         | 3:2       | Klepp IL            |
|            | Eidsvold Turn        | 1:1 n. V. | Bærum SK            |
|            | Enebakk IF           | 0:3       | Stabæk IF           |
|            | Florvåg IF           | 3:1       | Ny-Krohnborg IL     |
|            | Flå IL               | 4:2       | Brekstad BK         |
|            | Fram Larvik          | 2:3       | Brevik IL           |
|            | Frigg Oslo FK        | 2:1       | Åssiden IF          |
|            | FK Gjøvik Lyn        | 2:0       | Kapp IF             |
|            | Gossen IL            | 3:2       | Rindal IL           |
|            | Grue IL              | 1:2       | Skeid Oslo          |
|            | Ham-Kam              | 2:1       | Eidsvold IF         |
|            | SK Herd              | 2:1       | Bergsøy IL          |
|            | Hokksund IL          | 1:5       | Strømsgodset IF     |
|            | IL Jotun             | 2:0       | Sogndal IL          |
|            | SK Kampørn           | 1:3       | Vålerenga Oslo      |
|            | Lena IF              | 0:4       | Raufoss IL          |
|            | Lillestrøm SK        | 2:2 n. V. | IF Ready            |
|            | Lisleby FK           | 5:0       | SK Rapid Moss       |
|            | SFK Lyn Oslo         | 5:1       | FK Sparta Sarpsborg |
|            | FK Mjølner           | 2:3       | Kirkenes IF         |
|            | Mjøndalen IF         | 11:00     | Fossekallen IL      |
|            | Molde FK             | 8:0       | SK Træff            |
|            | Moss FK              | 2:3 n. V. | Torp IF             |
|            | Nordre Trysil IL     | 1:3 n. V. | Flisa IL            |
|            | Neset FK             | 0:3       | Mo IL               |
|            | Nidelv IL            | 1:0       | Folldal IF          |
|            | Odds BK              | 5:0       | Herkules IF         |
|            | Os TF                | 3:0       | Årstad IL           |
|            | IF Pors              | 2:0       | Bamble IF           |
|            | Randaberg IL         | 0:2       | Bryne FK            |
|            | Ranheim IL           | 0:4       | Rosenborg Trondheim |
|            | IL Runar Sandefjord  | 0:1       | Eik IF              |
|            | Røa IL               | 1:2 n. V. | Sagene IF           |
|            | Røros IL             | 3:1       | Hamar IL            |
|            | Sandefjord BK        | 2:0       | Nanset IF           |
|            | Sarpsborg FK         | 4:1       | Borgen IL           |
|            | Skarbøvik IF         | 1:2       | Aalesunds FK        |
|            | Spjelkjavik IL       | 2:2 n. V. | Langevåg IL         |
|            | SK Sprint-Jeløy      | 0:3       | Fredrikstad FK      |
|            | SK Stag              | 3:1       | Larvik Turn         |
|            | IL Stein             | 4:0       | Harstad IL          |
|            | Steinkjer FK         | 5:0       | Namsos IL           |
|            | Stord IL             | 3:0 n. V. | Odda IL             |
|            | IL Sverre            | 3:0       | IL Stjørdals-Blink  |
|            | IL Sørfjell          | 0:1       | Start Kristiansand  |
|            | Tromsø IL            | 0:5       | SFK Bodø-Glimt      |
|            | SK Vard Haugesund    | 6:1       | SK Jarl             |
|            | IL Varegg            | 1:4       | Brann Bergen        |
|            | Velledalen/Ringen FL | 1:2       | IL Hødd             |
|            | Verdal IL            | 1:0       | SK Falken           |
|            | FK Vidar             | 0:1       | SK Haugar           |
|            | Vigrestad IK         | 3:2       | SK Ulf              |
|            | FK Vigør             | 0:1       | IK Grane Arendal    |
|            | Viking Stavanger     | 2:1       | Buøy IL             |
|            | FK Ørn               | 0:1       | Sandar IL           |
|            | Ørsta IL             | 0:1       | Stryn TIL           |
|            | Østsiden IL          | 0:0 n. V. | Greåker IF          |

### Wiederholungsspiele
| Datum      |             | Ergebnis  |                 |
| ---------- | ----------- | --------- | --------------- |
| ??.06.1969 | Bærum SK    | 0:3       | Eidsvold Turn   |
|            | Greåker IF  | 1:0       | Østsiden IL     |
|            | Langevåg IL | 3:5       | Spjelkjavik IL  |
|            | IF Ready    | 2:3       | Lillestrøm SK   |
|            | Strømmen IF | 2:0 n. V. | Bjørkelangen SF |

## 2. Runde
| Datum      |                     | Ergebnis  |                   |
| ---------- | ------------------- | --------- | ----------------- |
| 25.06.1969 | SFK Bodø-Glimt      | 4:0       | Nidelv IL         |
|            | Brann Bergen        | 5:0       | IL Bjarg          |
|            | Brevik IL           | 0:4       | IF Pors           |
|            | Bryne FK            | 5:1       | SK Vard Haugesund |
|            | Eik IF              | 1:2       | Lisleby FK        |
|            | Flekkefjord FK      | 5:0       | FK Vigør          |
|            | Flisa IL            | 0:5       | SFK Lyn Oslo      |
|            | Flå IL              | 1:2       | Verdal IL         |
|            | Fredrikstad FK      | 3:0       | Sandefjord BK     |
|            | Greåker IF          | 2:1       | Vålerenga Oslo    |
|            | Ham-Kam             | 5:0       | Røros IL          |
|            | SK Haugar           | 3:0       | Stord IL          |
|            | IL Hødd             | 2:1       | Spjelkjavik IL    |
|            | Kirkenes IF         | 0:1       | IL Stein          |
|            | Lillehammer FK      | 2:1 n. V. | Frigg Oslo FK     |
|            | Mo IL               | 1:5       | Steinkjer FK      |
|            | Molde FK            | 2:2 n. V. | Clausenengen FK   |
|            | Os TF               | 2:1 n. V. | Florvåg IF        |
|            | Raufoss IL          | 6:0       | IL Jotun          |
|            | Sagene IF           | 1:2       | Mjøndalen IF      |
|            | Sandar IL           | 1:2       | Sarpsborg FK      |
|            | Skeid Oslo          | 3:1       | FK Gjøvik Lyn     |
|            | Stabæk IF           | 0:1       | Eidsvold Turn     |
|            | Start Kristiansand  | 8:0       | Egersunds IK      |
|            | Stryn TIL           | 3:0       | SK Herd           |
|            | Strømmen IF         | 1:0       | Aurskog IL        |
|            | Strømsgodset IF     | 3:2 n. V. | Lillestrøm SK     |
|            | Torp IF             | 1:3       | SK Stag           |
|            | Viking Stavanger    | 3:0       | Vigrestad IK      |
|            | Aalesunds FK        | 1:2       | Gossen IL         |
| 26.06.1969 | Odds BK             | 0:2       | SBK Drafn         |
|            | Rosenborg Trondheim | 6:1       | IL Sverre         |

### Wiederholungsspiel
| Datum      |                 | Ergebnis  |          |
| ---------- | --------------- | --------- | -------- |
| ??.??.1969 | Clausenengen FK | 2:1 n. V. | Molde FK |

## 3. Runde
| Datum      |                 | Ergebnis  |                     |
| ---------- | --------------- | --------- | ------------------- |
| 02.07.1969 | Os TF           | 4:2 n. V. | Bryne FK            |
| 04.07.1969 | Eidsvold Turn   | 1:2       | Strømsgodset IF     |
|            | SK Haugar       | 1:1 n. V. | Brann Bergen        |
|            | SFK Lyn Oslo    | 0:1       | Greåker IF          |
| 05.07.1969 | Verdal IL       | 0:2       | Rosenborg Trondheim |
| 06.07.1969 | Lisleby FK      | 0:1       | Skeid Oslo          |
|            | Steinkjer FK    | 9:1       | IL Stein            |
|            | Clausenengen FK | 3:1       | Gossen IL           |
|            | SFK Bodø-Glimt  | 2:5       | Ham-Kam             |
|            | Sarpsborg FK    | 4:0       | Lillehammer FK      |
|            | SBK Drafn       | 0:1 n. V. | Viking Stavanger    |
|            | IL Hødd         | 4:0       | Stryn TIL           |
|            | SK Stag         | 0:3       | Fredrikstad FK      |
|            | IF Pors         | 1:2       | Start Kristiansand  |
|            | Mjøndalen IF    | 5:1       | Flekkefjord FK      |
|            | Strømmen IF     | 2:3       | Raufoss IL          |

### Wiederholungsspiel
| Datum      |              | Ergebnis |           |
| ---------- | ------------ | -------- | --------- |
| 09.07.1969 | Brann Bergen | 1:0      | SK Haugar |

## 4. Runde
| Datum      |                     | Ergebnis  |                 |
| ---------- | ------------------- | --------- | --------------- |
| 02.08.1969 | Viking Stavanger    | 2:1       | Brann Bergen    |
| 03.08.1969 | Skeid Oslo          | 4:0       | Steinkjer FK    |
|            | Strømsgodset IF     | 5:1       | Clausenengen FK |
|            | Ham-Kam             | 3:0       | Sarpsborg FK    |
|            | Greåker IF          | 1:1 n. V. | IL Hødd         |
|            | Fredrikstad FK      | 4:0       | Os TF           |
|            | Start Kristiansand  | 1:2       | Mjøndalen IF    |
|            | Rosenborg Trondheim | 2:0       | Raufoss IL      |

### Wiederholungsspiel
| Datum      |         | Ergebnis |            |
| ---------- | ------- | -------- | ---------- |
| 23.08.1969 | IL Hødd | 3:0      | Greåker IF |

## Viertelfinale
| Datum      |              | Ergebnis  |                     |
| ---------- | ------------ | --------- | ------------------- |
| 07.09.1969 | Skeid Oslo   | 4:4 n. V. | Strømsgodset IF     |
|            | Ham-Kam      | 1:0       | Viking Stavanger    |
|            | IL Hødd      | 1:3       | Fredrikstad FK      |
|            | Mjøndalen IF | 2:1       | Rosenborg Trondheim |

### Wiederholungsspiel
| Datum      |                 | Ergebnis |            |
| ---------- | --------------- | -------- | ---------- |
| 24.09.1969 | Strømsgodset IF | 2:1      | Skeid Oslo |

## Halbfinale
| Datum      |                 | Ergebnis  |              |
| ---------- | --------------- | --------- | ------------ |
| 05.10.1969 | Strømsgodset IF | 0:0 n. V. | Ham-Kam      |
|            | Fredrikstad FK  | 2:0       | Mjøndalen IF |

### Wiederholungsspiel
| Datum      |         | Ergebnis |                 |
| ---------- | ------- | -------- | --------------- |
| 08.10.1969 | Ham-Kam | 1:2      | Strømsgodset IF |

## Finale
| Strømsgodset IF                             | Strømsgodset IF | Fredrikstad FK | Fredrikstad FK |
| ------------------------------------------- | --- | --- | -------------- |
| Strømsgodset IF                             | \| Finale \| \| 26. Oktober 1969 in Oslo (Ullevaal-Stadion) \| \| Ergebnis: 2:2 n. V. (2:2, 0:0) \| \| Zuschauer: 27.529 \| \| Schiedsrichter: Rolf Hennum Andersen \| \| Spielbericht \|                                                     | \| Finale \| \| 26. Oktober 1969 in Oslo (Ullevaal-Stadion) \| \| Ergebnis: 2:2 n. V. (2:2, 0:0) \| \| Zuschauer: 27.529 \| \| Schiedsrichter: Rolf Hennum Andersen \| \| Spielbericht \|                            | Fredrikstad FK |
| Strømsgodset IF                             | Inge Thun – Arild Mathisen, Johnny Vidar Pedersen, Tor Alsaker-Nøstdahl, Erik Eriksen – Jan Kristiansen, Egil Olsen, Bjørn Odmar Andersen (30. Odd Amundsen) – Steinar Pettersen, Thorodd Presberg, Ingar Pettersen Cheftrainer: Einar Larsen | Svein Halvorsen – Robert Nilsson, Kjell Andreassen, Bjørn Drillestad, Jan Hermansen – Tom Zakariassen (38. Asle Arntsen), Thor Spydevold, Kai Nilsen – Jan Fuglset, Tor Fuglset, Arve Heie Cheftrainer: Per Mosgaard | Fredrikstad FK |
| Strømsgodset IF                             | 1:1 Ingar Pettersen (61.) 2:2 Thorodd Presberg (90.) | 0:1 Jan Fuglset (55.) 1:2 Asle Arntsen (83.) | Fredrikstad FK |
| Finale                                      | | |                |
| 26. Oktober 1969 in Oslo (Ullevaal-Stadion) | | |                |
| Ergebnis: 2:2 n. V. (2:2, 0:0)              | | |                |
| Zuschauer: 27.529                           | | |                |
| Schiedsrichter: Rolf Hennum Andersen        | | |                |
| Spielbericht                                | | |                |

### Wiederholungsspiel
| Strømsgodset IF                             | Strømsgodset IF | Fredrikstad FK | Fredrikstad FK |
| ------------------------------------------- | --- | --- | -------------- |
| Strømsgodset IF                             | \| Finale Wiederholung \| \| 2. November 1968 in Oslo (Ullevaal-Stadion) \| \| Ergebnis: 5:3 (2:2) \| \| Zuschauer: 24.022 \| \| Schiedsrichter: Kåre Sirevaag \| \| Spielbericht \|                                                                                  | \| Finale Wiederholung \| \| 2. November 1968 in Oslo (Ullevaal-Stadion) \| \| Ergebnis: 5:3 (2:2) \| \| Zuschauer: 24.022 \| \| Schiedsrichter: Kåre Sirevaag \| \| Spielbericht \|           | Fredrikstad FK |
| Strømsgodset IF                             | Inge Thun (?. Ole Johnny Friise) – Arild Mathisen, Jan Kristiansen, Tor Alsaker-Nøstdahl, Erik Eriksen – Johnny Vidar Pedersen, Egil Olsen, Odd Arild Amundsen – Steinar Pettersen, Thorodd Presberg, Ingar Pettersen (?. Per Rune Wøllner) Cheftrainer: Einar Larsen | Svein Halvorsen – Robert Nilsson, Kjell Andreassen, Bjørn Drillestad, Jan Hermansen – Kai Nilsen, Asle Arntsen, Thor Spydevold – Jan Fuglset, Tor Fuglset, Arve Heie Cheftrainer: Per Mosgaard | Fredrikstad FK |
| Strømsgodset IF                             | 1:0 Egil Olsen (16.) 2:0 Thorodd Presberg (25.) 3:2 Tor Alsaker-Nøstdahl (61.) 4:3 Ingar Pettersen (66.) 5:3 Steinar Pettersen (71.) | 2:1 Tor Fuglset (27.) 2:2 Thor Spydevold (34.) 3:3 Jan Fuglset (63.) | Fredrikstad FK |
| Finale Wiederholung                         | | |                |
| 2. November 1968 in Oslo (Ullevaal-Stadion) | | |                |
| Ergebnis: 5:3 (2:2)                         | | |                |
| Zuschauer: 24.022                           | | |                |
| Schiedsrichter: Kåre Sirevaag               | | |                |
| Spielbericht                                | | |                |